# Annie Wiberg

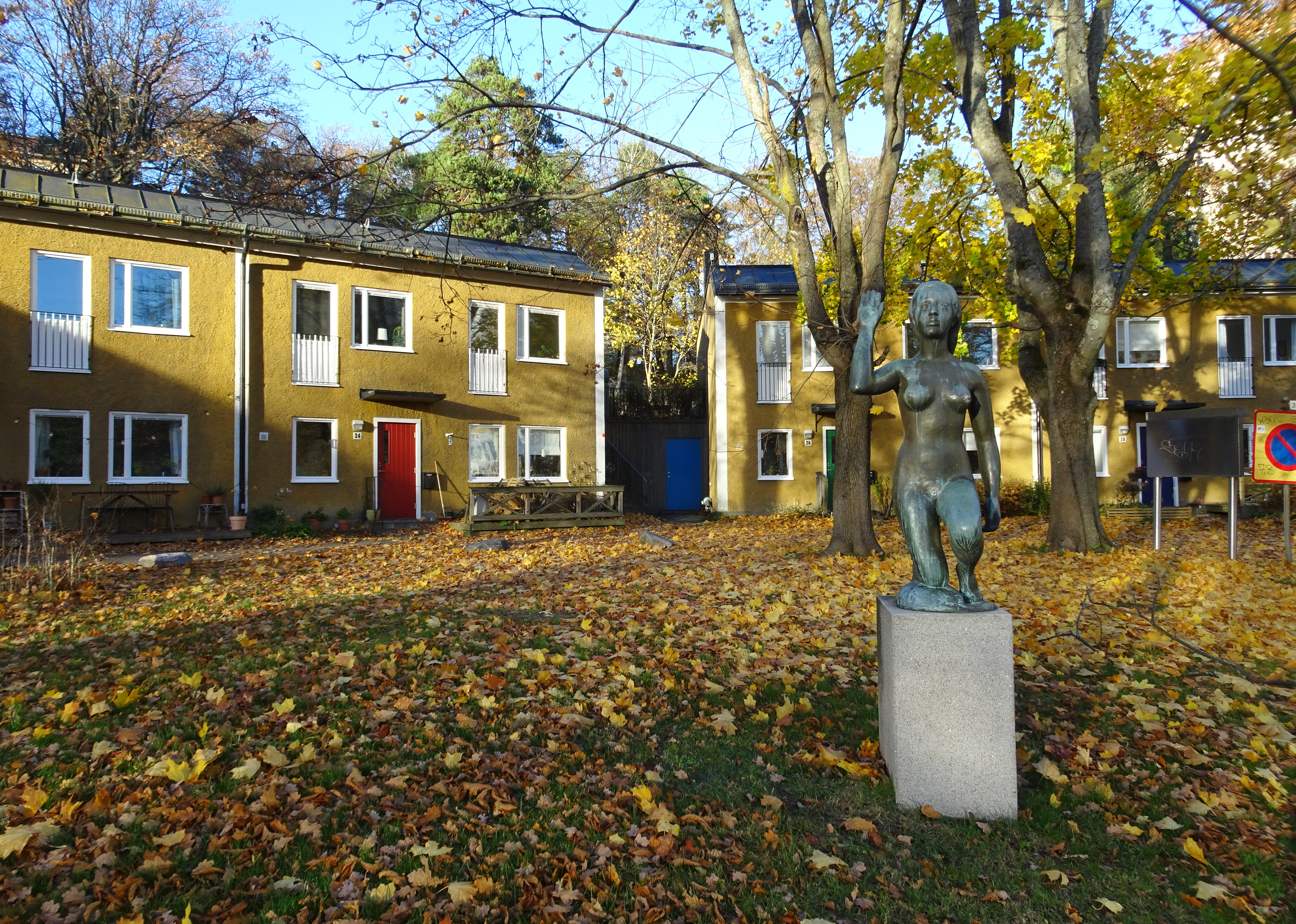
Eva i parken vid Pensionärshemmet Eken, Gröndal.

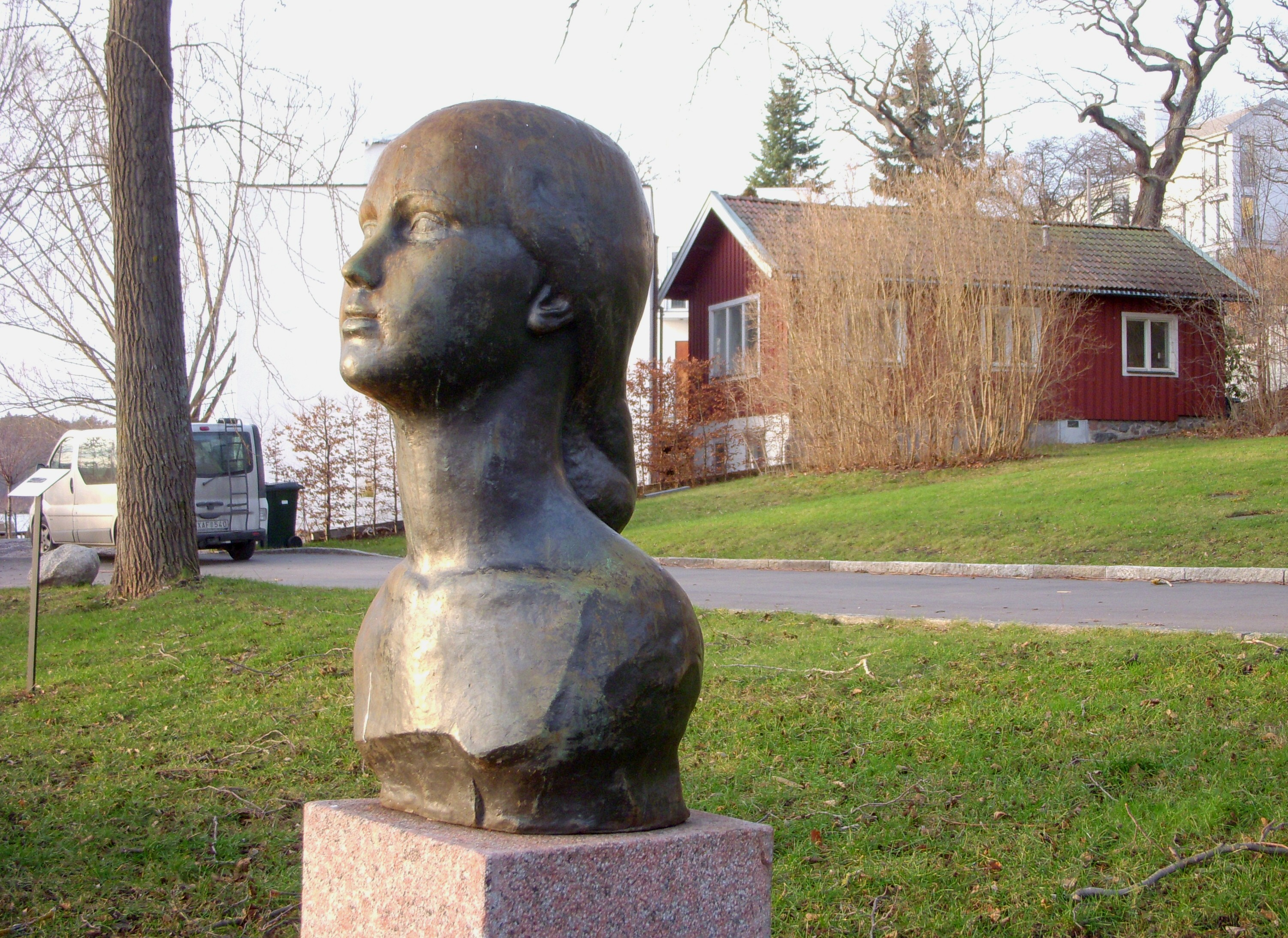
Vision i Värdshusparken, Stora Essingen

Annie Elisabeth Wiberg fram till 1908 Karlsson, född 26 oktober 1907 i Tortuna i Västmanland, död 6 februari 1992 i Stockholm, var en svensk skulptör, tecknare och målare.

## Biografi
Annie Wiberg var dotter till lantbrukaren Karl Henning Karlsson och Agnes Elisabeth Hedund. Wiberg studerade vid Tekniska skolan i Stockholm 1928–1930 och utbildade sig därefter i skulptur på Bror Hjorths och Nils Möllerbergs skulpturskola i Stockholm 1932–1933, och till teckningslärare på teckningslärarseminariet vid Högre konstindustriella skolan 1935–1938 samt på Kungliga konsthögskolan i Stockholm 1940–1945. I konststudiesyfte vistades hon några månader i Italien 1947 och 1948. Tillsammans med Adelyne Cross-Eriksson och Kerstin Stenhammar-Nordlander ställde hon ut på Galleri Catharina i Stockholm 1956 och hon medverkade i samlingsutställningar med Sveriges allmänna konstförening och i Stockholmssalongerna på Liljevalchs konsthall. Bland hennes offentliga arbeten märks ett flertal reliefer som hon utförde för AB Stockholmshem i slutet av 1950-talet. Hon har framför allt utfört naturalistiska figurer, porträtt och dekorativa reliefer i gips eller terrakotta. Wiberg finns representerad vid bland annat Gripsholms porträttsamling.

## Offentliga verk i urval
- Reliefer i gjutjärn med motiv om livet på landet, 1956, i flera entréer i flerfamiljshus på Hovmästarvägen och Stadsbudsvägen i Hökarängen i Stockholm
- Rita, brons, 1967, på gården i kvarteret Drevkarlen i Hjorthagen i Stockholm
- Vision, bronsbyst, 1974, Värdshusbryggan på Stora Essingen i Stockholm
- Sorglös, brons, 1979, Husbygårdsskolan i Spånga i Stockholm
- Ping-pong-spelaren, brons, 1983, Eriksdalshallen, Ringvägen 68-70 på Södermalm i Stockholm
- Ping-pong-spelaren, brons, 1983, Tingshuset Häverödal, Edebovägen 1 Hallstavik
- Krigsänkan, brons, Stulen från Tingshuset Häverödal, Edebovägen 1 Hallstavik
- Pastor J.W. Johansson, brons, porträttbyst, 1955, beställare Nationalmuseum Gripsholm
- skulptur, brons, utanför Gröndalsvägen 138-148 i Gröndal i Stockholm
- Mor och barn, brons, utanför Blackebergs servicehus, Björnssonsgatan 251 i Stockholm
- Mor och barn, brons 1980, pensionärshotellet, Linnégatan i Stockholm
- Yngling i shorts, brons, kvarteret Palsternackan i Enskede i Stockholm
- Eva, brons, parken vid Gröndalsvägen 152 / Ekensbergsvägen 6-80 i Gröndal i Stockholm